# Хришћанство у Сирији
Хришћани у Сирији чине око 10% становништва. У Сирији, преовлађује Православна црква, и мали број протестаната.

## Хришћани у Сирији
Дамаск је био један од првих региона у којима је апостол Павле почео да проповеда хришћанство. Број хришћана у Дамаску је био знатно већи у то време, него у другим градовима. Али током Умајадског царства и ширења ислама, многи од њих су исламизовани.
Хришћанске цркве у Дамаску су биле бројне. Службе у црквама су се служиле сваке недеље. Хришћанске школе имале су право да не раде суботом и недељом, док сиријска држава као нерадне дане признаје петак и суботу.
Сиријски хришћани су имали своје судове, који су се бавили грађанским предметима као што су брак, развод, и сл. Они су засновани на учењима Библије.
Први по величини хришћанске деноминације у Сирији је Антиохијска патријаршија. Други по величини - Јерменска источнокатоличка црква.
Сиријски хришћани су гушће насељени од муслимана, и концентрисани у градовима. Највећи број њих живи у Дамаску, Алепу, Хами, и Латакији.

## Историја
У историји хришћанства Сирија заузима врло важно место. Хришћанство је у Дамаску примио сам апостол Павле, који је оснивач једне од првих хришћанских захедница у њему. У сиријском граду Антиохија Христови ученици су први себе назвали „хришћани“. Посебан значај за хришћанство има светитељ Исак Сирин са ових простора.
Асирија је постала средиште православног хришћанства и сиријске књижевности од 1. века до средњег века.
424. године Асиријска црква Истока добила је аутокефалност у односу на Антиохијску патријаршију.
635. година Сирију су освојили Арапи. Значајан део хришћана је исламизован али су сачували арамејски језик. У првим вековима након исламског освајања, асирски учењаци и лекари имали су релативно добар положај, но од 13. века па до данас, асирски хришћани били су жртве верског и етничког прогона, али и бројних покоља.
Током Првог крсташког похода Сирија и сиријски хришћани били су мета освајања крсташа. Након освајања Антиохије (1188) под вођством Боемунда крсташи освајају већи део Сирије. 1187. године египатски султан Саладин је освојио Сирију од крсташа. Приликом свих ових борби хришћани са ових простора су страдали од свих освајача.
Током Тамерланових освајања у 14. веку, хришћански народ је био десеткован. У Тикриту је тада убијено више од 70.000 асирских хришћана, а затим још 90.000 у Багдаду.
Сирија је била у саставу Отоманског царства, од 1516. године па све до Првог светског рата. Арапске трупе, предвођене Емиром Фејсалом заједно са британским снагама, заузеле су 1918. године Дамаск и тако окончале Отоманску владавину.
Лига народа дала је Француској мандат над Сиријом после Првог светског рата, али су Французи морали да се изборе са неколико устанака у Сирији. Француска је 1930. године признала Сирију као независну Републику, али је земља још увек била предмет мандата Француске.
Сирија је добила независност 1946. године, и исте године последње француске трупе су напустиле Сирију.

## Хришћанске цркве
Главна хришћанска црква у Сирији је православна Антиохијска патријаршија, али хришћанство у Сирији није монолитно. Представљено је и различитим мањинским деноминацијама:
Оријентално-православна црква у Сирији:
- Сиријска оријентално-православна црква (миафизити)
- Јерменска апостолска црква у Сирији (миафизити)

Католичка црква у Сирији:
- Римокатоличка црква у Сирији (католици латинског обреда)
- Сиријска источнокатоличка црква (католици сиријског обреда)
- Мелкитска католичка црква у Сирији (католици грчког обреда)
- Јерменска источнокатоличка црква у Сирији (католици јерменског обреда)
- Маронитска католичка црква (католици маронитског обреда)

Такође, у Сирији постоји и неколико мањих протестантских цркава.

## Хришћани у градовима
Хришћани широм Сирије су чинили већину становништва у многим провинцијама и градовима, углавном у Алепу. Хомс је био и други по величини хришћански град, све до немира грађанског рата у Сирији, када је велики број хришћана протеран са ових простора и пребегао највећим делом у Европу.